# Tinamou solitaire
Tinamus solitarius
Espèce
Synonymes
- Cryptura solitaria Vieillot, 1819
(protonyme)

Statut de conservation UICN

 NT  : Quasi menacé
Statut CITES
Le Tinamou solitaire (Tinamus solitarius) est une espèce d'oiseau appartenant à la famille des Tinamidae.

## Reproduction

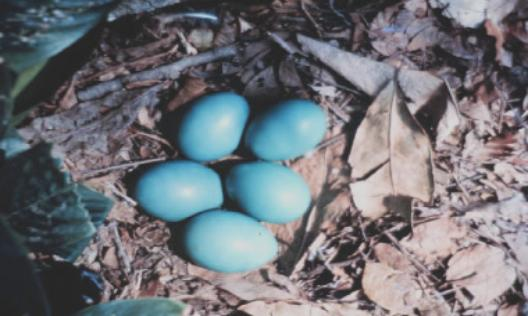
nid et œufs
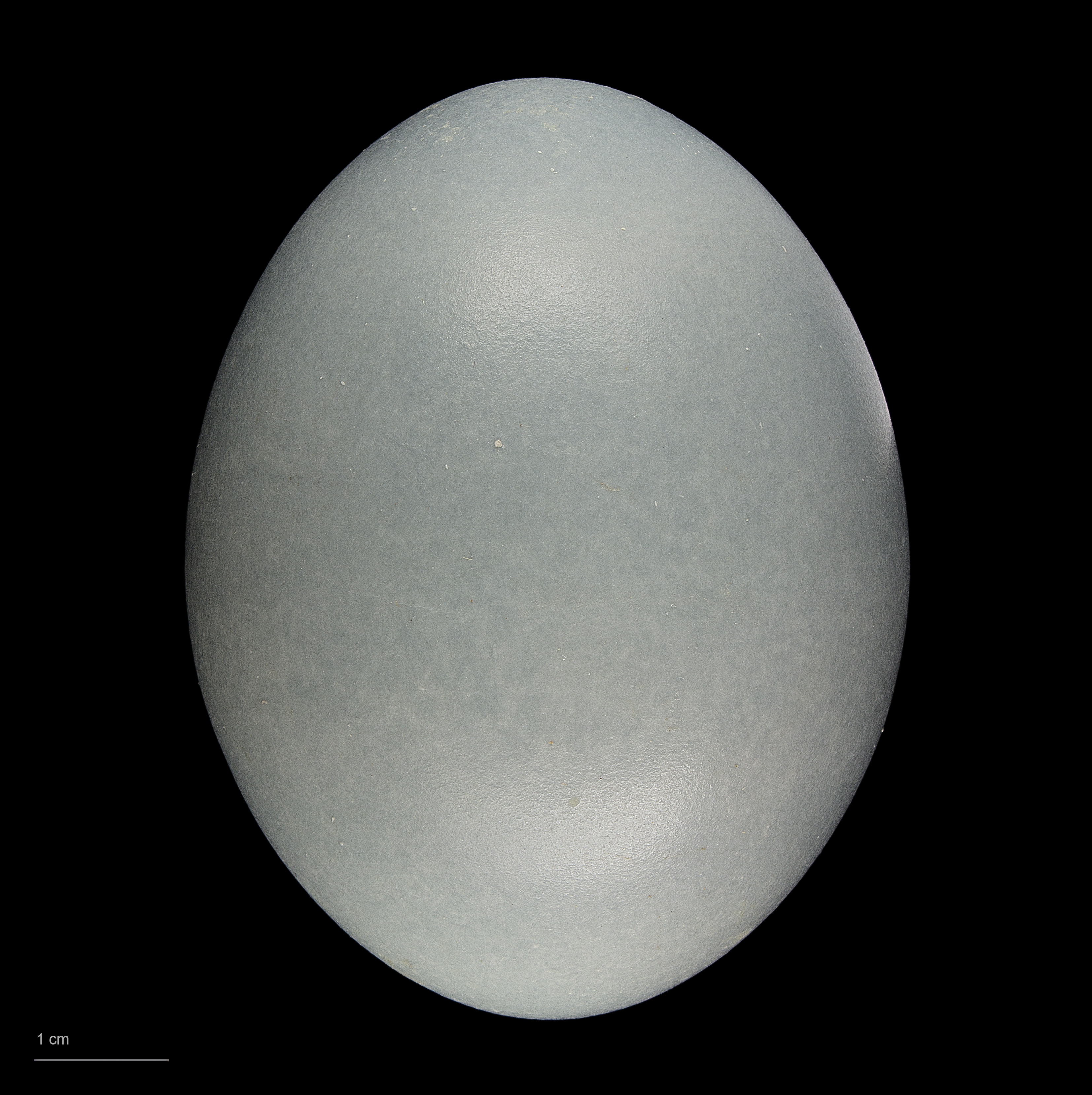
Muséum de Toulouse